# Luling (Louisiane)
Pour les articles homonymes, voir Luling.
Luling est une agglomération statistique désignée par le Bureau du recensement des États-Unis (un census-designated place). Elle fait partie de la paroisse de Saint-Charles en Louisiane aux États-Unis. En 2000, sa population était estimée à 11 500 personnes.